# Futbol de taula

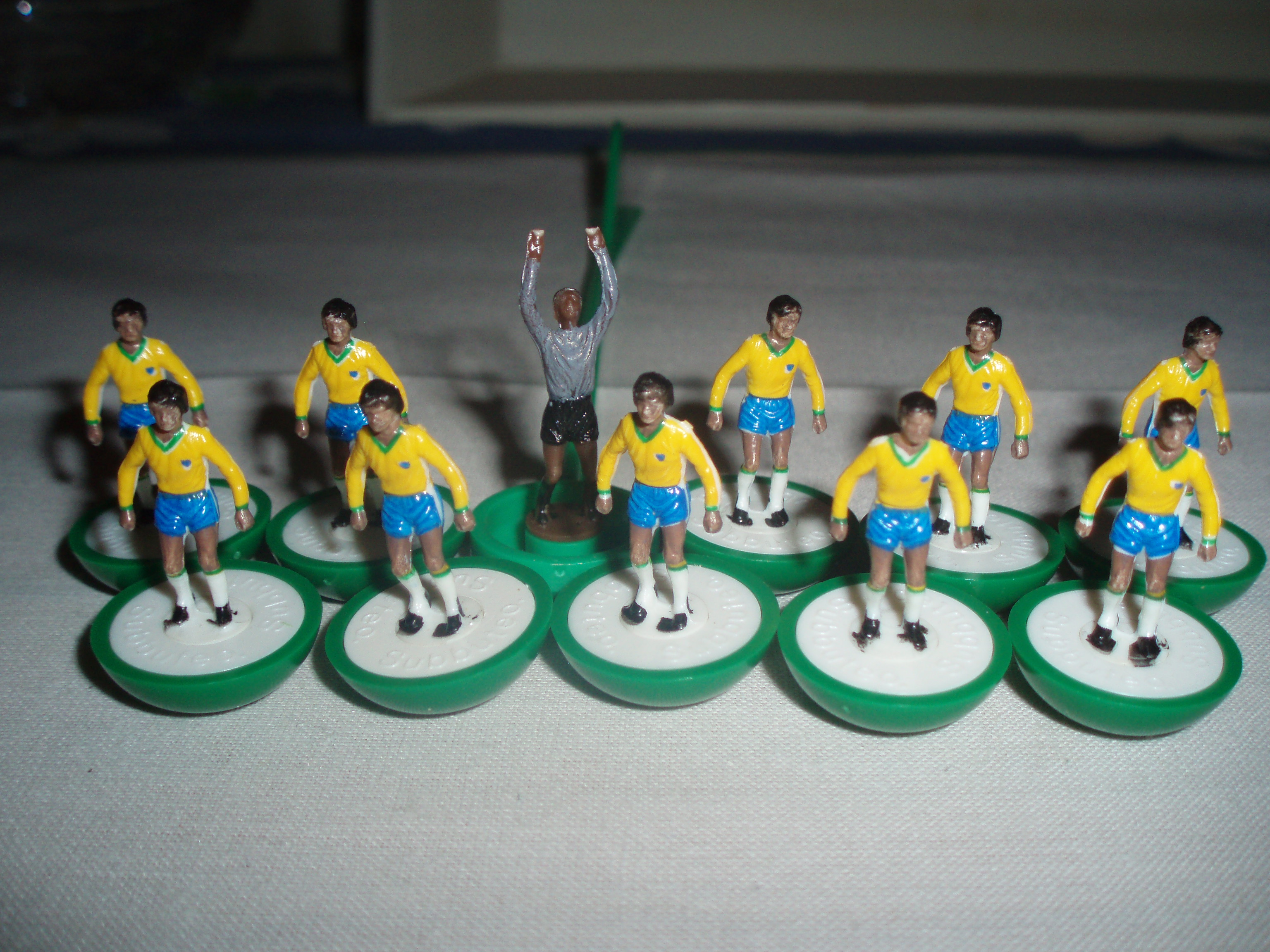
Els jugadors del Brasil, en versió de futbol de taula.

El futbol de taula és un joc de taula basat en el futbol (no se l'ha de confondre amb el futbolí). En un principi, l'únic material que hi havia per practicar-lo era de la marca Subbuteo fet que feia que inicialment se l'anomenés així. Actualment, però, hi ha gran varietat de fabricants de materials homologats i cada jugador pot triar quin d'ells s'adapta millor a les seves necessitats.
El material necessari per jugar un partit és: un camp, dues porteries, una pilota i dos equips amb deu jugadors de camp, un porter sortint i un porter de barra cadascun.
Normalment, un partit té dues parts de quinze minuts, enfronta dos jugadors i hi ha una tercera persona que fa d'àrbitre.
Aquest joc, organitzat com esport, es practica arreu del món. La federació internacional (FISTF) és la que s'encarrega de coordinar les diferents associacions o federacions de cada país, alhora que coordina l'organització del calendari internacional de competicions.

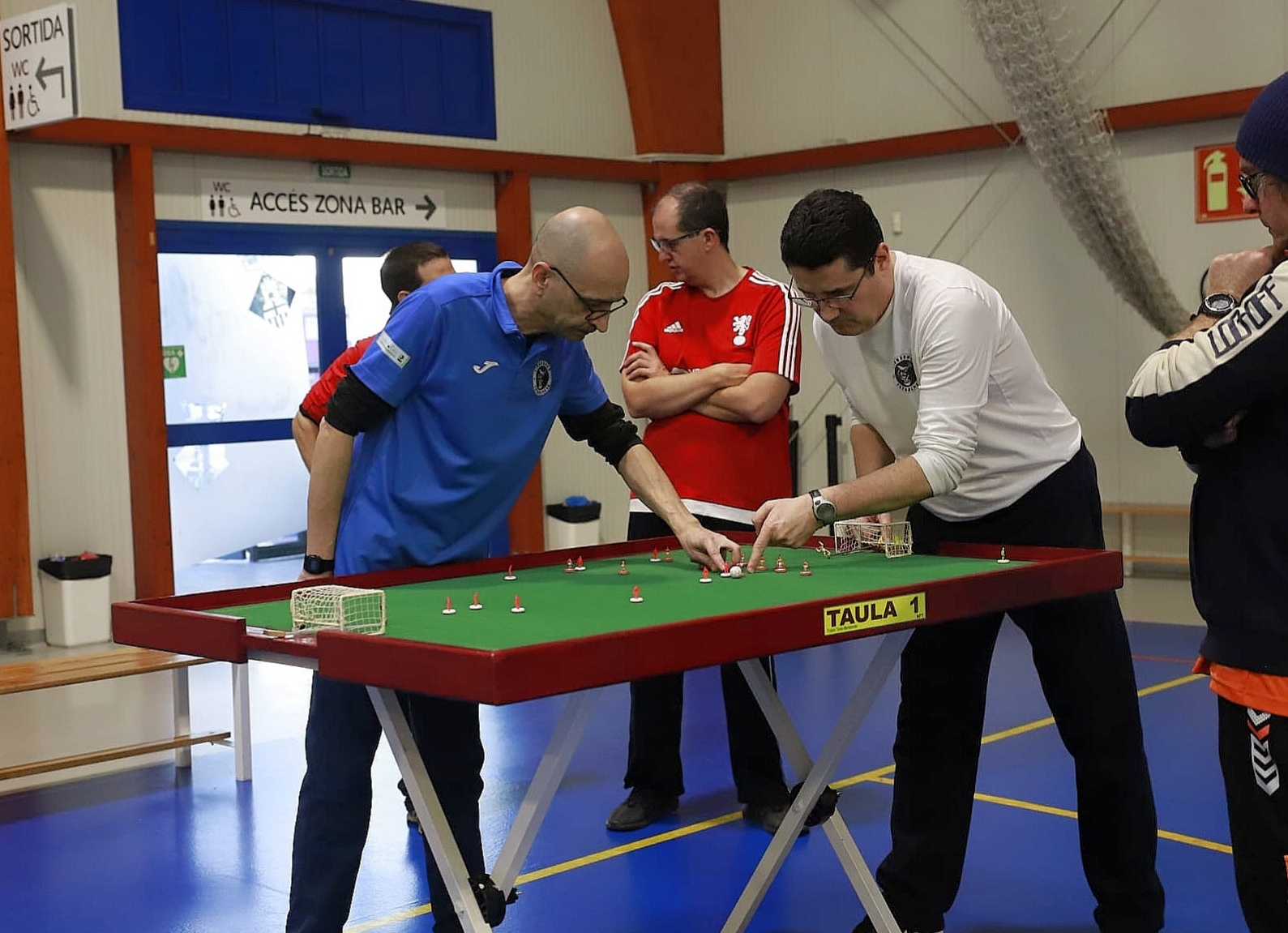
Dos jugadors en un torneig a Montornès del Vallès l'any 2022

La part del món amb més jugadors és Europa. Concretament, Bèlgica i Itàlia tenen un nombre molt elevat de practicants.
A Catalunya hi ha el Circuit Català de Futbol de Taula que organitza els tornejos i temporades dins l'àmbit territorial català.
A Espanya existeix l'Associació Espanyola de Futbol de Taula (AEFM), que és l'encarregada de coordinar el calendari de competicions.
Els jugadors individuals s'organitzen en clubs. Tot i que als anys vuitanta i inicis dels noranta hi va haver diversos clubs a Catalunya, actualment només n'hi ha dos que pertanyen a l'AEFM: el Barcelona Futbol Taula Arxivat 2020-04-12 a Wayback Machine. o l'A.S. Iluro Futbol Taula.